# Nephodia flavivertex
Nephodia flavivertex là một loài bướm đêm trong họ Geometridae.